# Pierre Le Gobien
Pour les articles homonymes, voir Le Gobien.
Pierre Le Gobien né le 20 juin 1767 à Saint-Malo et disparu en mer en mai 1788 à Vanikoro, est un officier de marine français.
Il fut membre de l'expédition de Lapérouse (mars 1787 - mai 1788).

## Biographie
Pierre Le Gobien est le fils de Pierre Le Gobien (1727-1789), seigneur du Bois-Martin et de la Bourdonnière, officier de cavalerie et corsaire malouin, et de Louise-Marie Quentin (de la Mettrie). Il est l'arrière petit-fils de Jean-Baptiste Le Gobien de Saint-Jouan (frère du jésuite Charles Le Gobien),.

### L'expédition Lapérouse
Garde de la Marine, il est embarqué en mars 1787 à Manille par La Pérouse dans sa mission d'exploration de l'océan Pacifique.

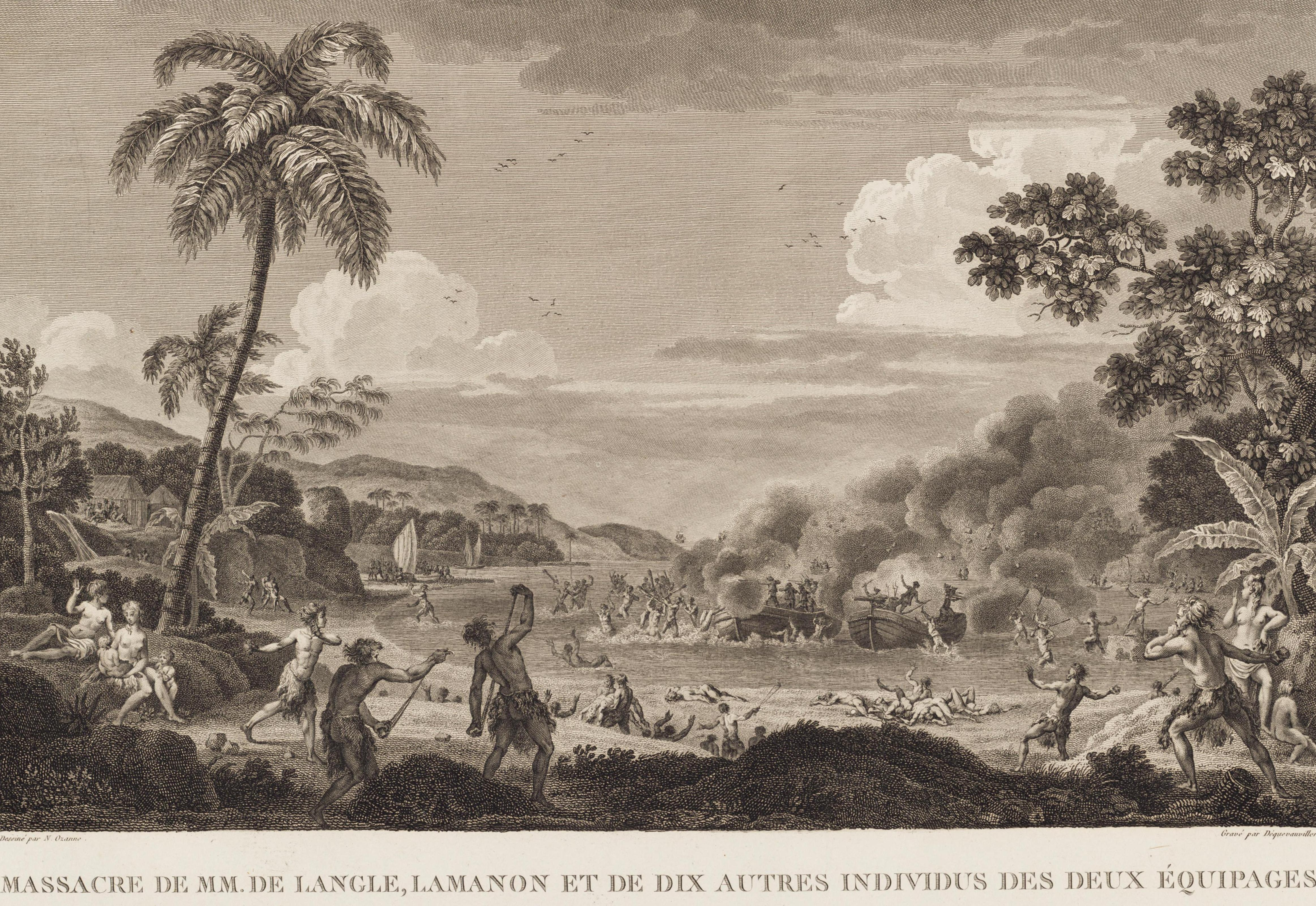
La mort de Fleuriot de Langle, Lamanon et de dix de ses hommes sur les plages de Manoua, le 11 décembre 1787.

En décembre 1787, ils accostèrent sur l'île Maouna pour chercher de l'eau potable qui manquait sur le vaisseau. Pierre Le Gobien commande une des chaloupes de l'Astrolabe, sous les ordres de Paul Fleuriot de Langle. Sur leurs chaloupes chargées de barriques d'eau, ils attendirent que la marée soit haute pour pouvoir rejoindre le vaisseau. Des habitants de Tutuila encerclèrent les canots, et l'hostilité monte. Fleuriot de Langle refuse de tirer sur eux, car la mission devait rester « pacifique » sur ordre du roi, mais reçoit une pierre sur la tête, et tombe à l'eau. Dès lors, une véritable bataille commence entre l'équipage et ses agresseurs. Onze marins sont tués sur place, vingt furent blessés et Fleuriot de Langle fut achevé à coups de massue. Le Gobien n'abandonna sa chaloupe qu'en dernier, après s'être assuré que tous ses hommes aient pu s’échapper et après avoir épuisé ses munitions. Il saute alors à l'eau et réussit à rejoindre un des canots, malgré ses blessures.
Il est promu lieutenant de vaisseau le 5 mars 1788.
Il disparaît en mai 1788 lors du naufrage des deux navires de l'expédition sur les récifs de Vanikoro.